# Kyathanahalli, Arkalgud
Kyathanahalli là một làng thuộc tehsil Arkalgud, huyện Hassan, bang Karnataka, Ấn Độ.